# Mercado de Toul Tom Pong
El Mercado de Toul Tom Pong en el barrio Chamkarmon de Nom Pen la capital de Camboya, también conocido como el mercado ruso. Es un importante mercado de seda. El espacio está totalmente cubierto y se paga en dólares. 
En los años 80 era un mercado en el que los rusos eran comunes. Algunos minoristas hablan un poco de ruso inclusive.